# Класаста вероника
Класаста вероника (лат. Veronica spicata) је врста цветне биљке из породице Plantaginaceae. Бокорастог је раста, има усправне стабљике и дугуљасте шиљате листове који су по ободу назубљени. Висока је 30 - 90 цм и носи класове дуге 30 цм са плавим, ружичастим, љубичастим и белим цветовима. 
Ова трајница је врста евроазијског порекла која расте на сувим падинама, у шипразима, храстовим шумама, на пустарама чије тло је песковито, или на глинуши. Захвална је биљка за камените баште и за леје с трајницама. Цвета у јуну, јулу и августу.
Положај: потпуно сунчано место.
Заливање: добро подноси сушу. Не захтева редовно заливање осим у периоду изразите суше.
Тло: воли растресито и сиромашно земљиште с добро дренажом.
Температура: најлепша је на топлом и заштићеном месту.
Постала је заштићена врста у Великој Британији 1975. године према Закону о очувању дивљих створења и дивљих биљака. 